# ザ・デイ・アフター
『ザ・デイ・アフター』（原題: The Day After）は、アメリカ合衆国で1983年に製作され高視聴率を記録したテレビ映画。放送時間は2時間7分でABCネットワークが1983年11月20日に放送した。
レーガン政権下の軍備拡張競争による冷戦下における米ソ対立の深刻化という国際的背景があり、第三次世界大戦勃発による核兵器実戦使用の恐怖が描かれている。

## あらすじ
米ソ対立がエスカレートした結果、西ベルリン封鎖を端緒にして東西ドイツ国境ではソビエト連邦率いるワルシャワ条約機構軍（WTO軍）が西ドイツに侵攻し、それに対するアメリカ合衆国側の北大西洋条約機構（NATO）軍は核地雷などにより防ごうとする。しかし、ブリュッセルのNATO事務局が、WTO軍の核攻撃を受けて壊滅した。
東欧での米ソ間の武力衝突により、どちらが先に実行したかは不明ながら、ついに全面核戦争が勃発する。アメリカ中部のカンザスシティは平和な町であったが、市内のミサイルサイロから東側陣営の都市に向けてICBMが射出され、ソ連からもやはりミサイル攻撃を受ける。着弾まで30分しかないなか、市民はパニック状態に陥ってフリーウェイに殺到する。まもなく高高度核爆発の一撃で全市の電子機器が破壊され、続けて数発のミサイルが着弾し、カンザスシティは米ソの多くの大都市と同様に一瞬で壊滅した。
その後、米ソ間で休戦協定が締結された結果、即座に人類が滅亡することは無くなった。しかし、本当の地獄はその日の後（The Day After）から始まる。つまり、核爆発にともなう破壊から生き残った人々も、放射線障害による死の影からは逃れられなかったのである。

## 反応
アメリカでは1983年11月20日にABCテレビで放映された。エーシーニールセン調べでは、推定で3855万世帯・1億23万人が視聴し（全米での視聴率46.0%、占拠率70%。特に視聴率の高いデトロイトでの視聴率59.0%、占拠率75%）、核戦争の恐怖に対する衝撃を与えた一方、政治的メッセージが強すぎるとの反対意見も上がった。また、バスタブに浸かっている女性の遺体など映像が衝撃的であったが、広島・長崎の被爆者とは違い、焼け爛れた遺体は出ていない。この措置はテレビ局側の自主規制が原因であるとされている。
エミー賞の12部門にノミネートされ、2部門で受賞した。作品自体が高い評価を受け、プライムタイム・エミー賞 作品賞 (テレビ映画部門)にノミネートされた。
日本では、1983年11月26日にNHK『土曜リポート』で、本番組とその直後に行われた討論会の一部を紹介した（ニールセン調べ・関東地区での視聴率は7.2%）。続いてアメリカでのテレビ放送から約1か月後の1984年1月に松竹富士系列で劇場公開されたが、興行的には失敗だったと言われる。その約9か月後の同年10月21日にテレビ朝日『日曜洋画劇場』で当時としては異例の早期放映となり、30.0%の高視聴率（2011年11月現在、同枠における『スーパーマン』『エマニエル夫人』に次ぐ歴代視聴率第3位）を記録した。その約9か月後、1985年8月11日には同枠で再放映された。
本作品は、当時アメリカ合衆国大統領であったレーガンも鑑賞し、核戦争の惨状に衝撃を受け、対外政策に変化が生じた。

## スタッフ
- 監督：ニコラス・メイヤー

## キャスト
- オークス博士：ジェイソン・ロバーズ（吹替：西村晃）
- ジム：ジョン・カラム（吹替：小林勝彦）
- スティーヴン：スティーヴ・グッテンバーグ（吹替：村山明）
- ヘレン：ジョーガン・ジョンソン（吹替：中西妙子）
- マッコイ：ウィリアム・アレン・ヤング（吹替：銀河万丈）
- ハチヤ博士：カルヴィン・ファン（吹替：津嘉山正種）
- ハクスレー：ジョン・リスゴー（吹替：池田勝）
- イヴ：ビビ・ベッシュ（吹替：沢田敏子）
- ナンシー：ジョベス・ウィリアムズ（吹替：弥永和子）

吹替その他、大木民夫、土井美加、石丸博也、菊池英博、冨永みーな、大久保正信、平林尚三、藤本譲、横尾まり、幸田直子、安西正弘、丸山詠二、高畑淳子、高島雅羅、秋元羊介、西村知道、津田英三、谷口節、幹本雄之、柳沢紀男、田原アルノ、鷲野巣鼓弓、中村友和、佐々木豊
- テレビ放映：テレビ朝日『日曜洋画劇場』1984年10月21日

## 関連作品
- テスタメント (映画)
- 風が吹くとき
- SF核戦争後の未来・スレッズ